# Franska köket

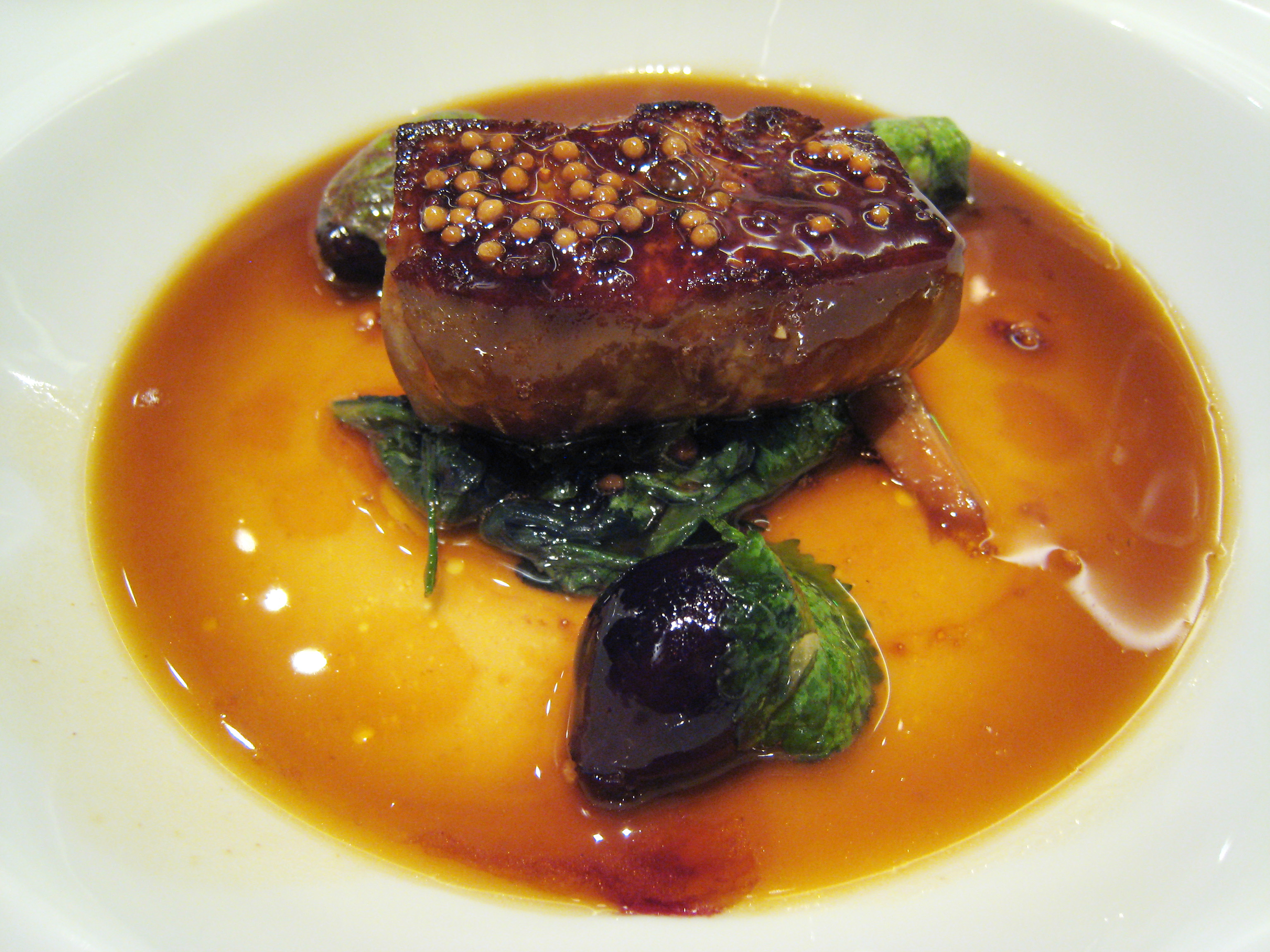
Foie gras, senapsfrön och gröna lökar stekt i ankspad.

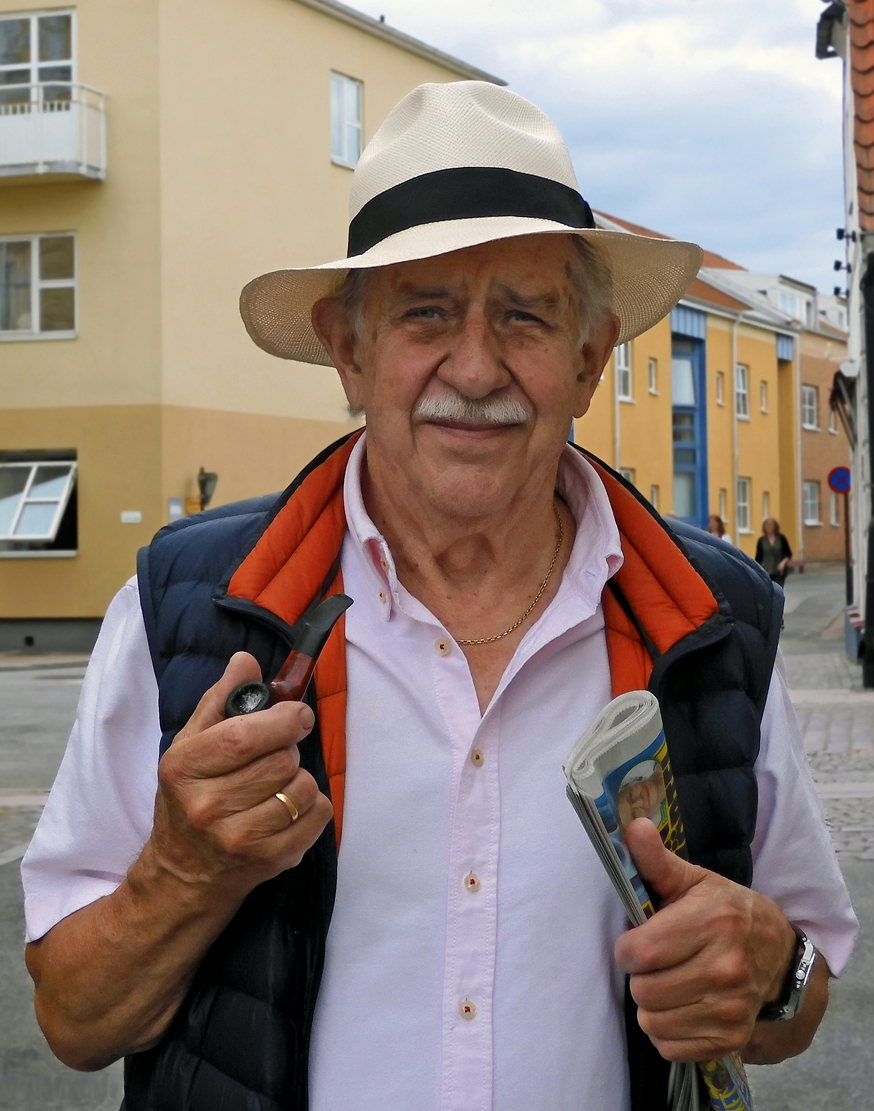
Crister Svantesson (bilden) och Leif Mannerström öppnade 1974 Restaurang Johanna i Göteborg, Sveriges första restaurang med inriktning på la nouvelle cuisine.

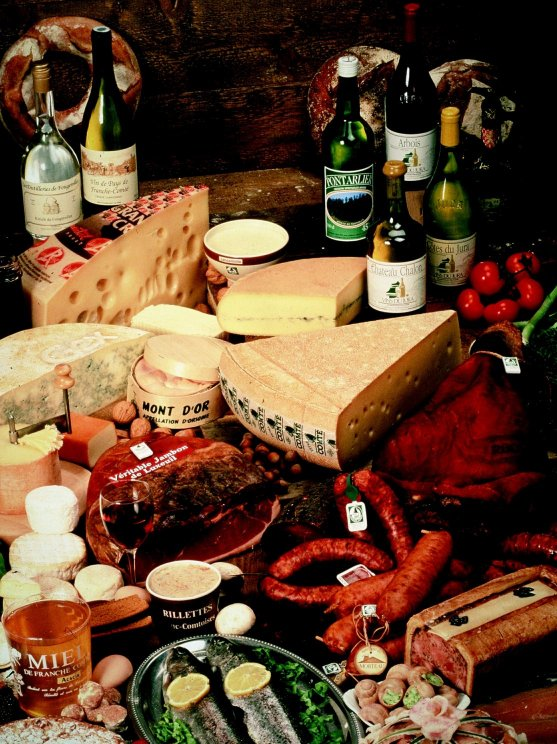
Matvaror från regionen Franche-Comté.

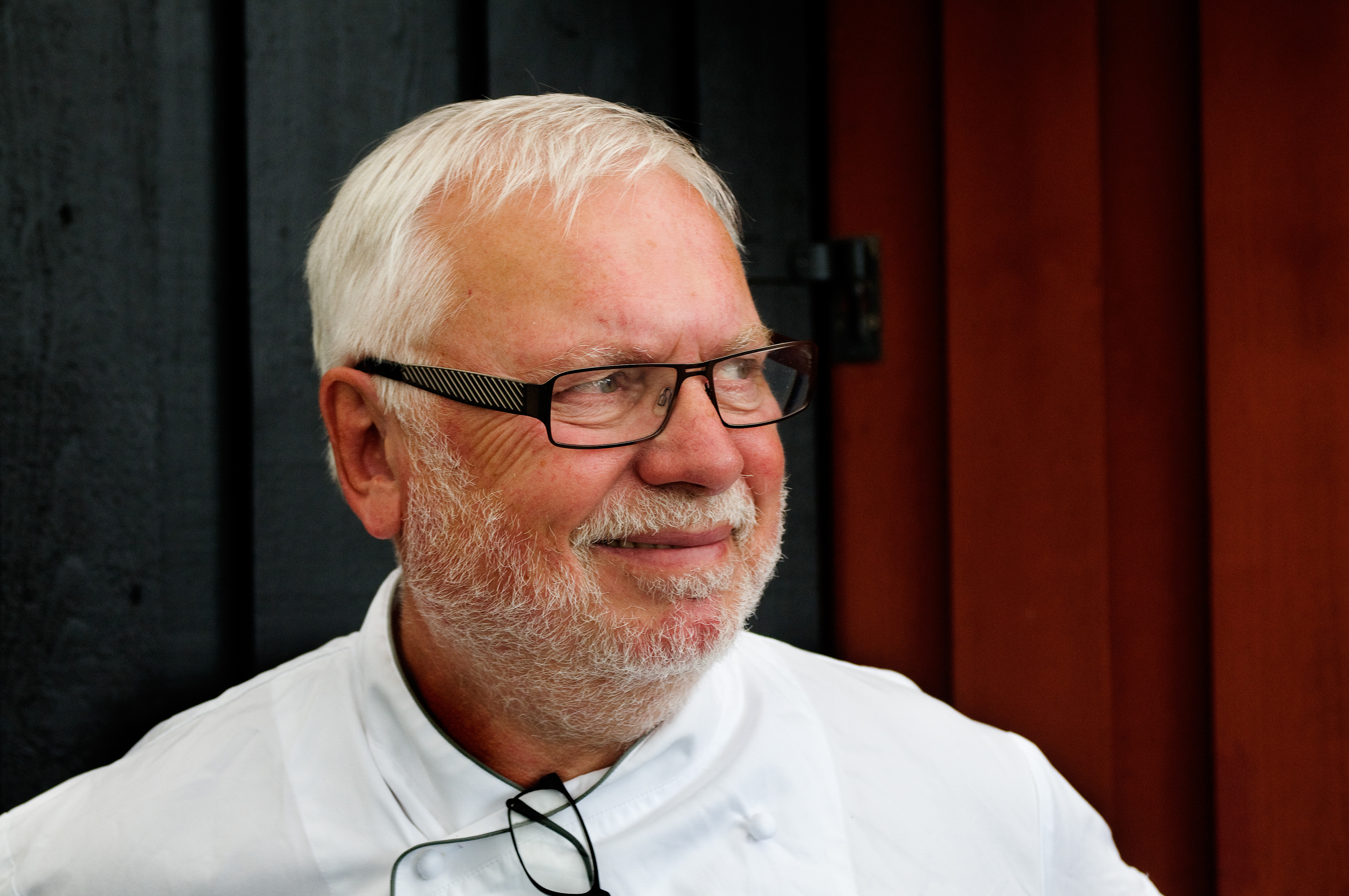
Leif Mannerström öppnade tillsammans med Crister Svantesson år 1974 Restaurang Johanna i Göteborg, som var Sveriges första restaurang med inriktning mot la nouvelle cuisine.

Det franska köket är mat från nationen Frankrike. Det har utvecklats under många hundra år av social och politisk förändring. Under medeltiden kännetecknades det av extravaganta banketter med rikligt utsmyckade och starkt kryddade maträtter som tillagades av kockar som Guillaume Tirel. Under franska revolutionen minskade användningen av kryddor och dessa ersattes successivt av örter och mer raffinerade matlagningsmetoder, där kockar som bland andra François Pierre La Varenne ledde vägen. Dessa metoder vidareutvecklades senare hos Napoleon Bonaparte och Marie-Antoine Carême.
Det franska köket definierades under 1900-talet av Auguste Escoffier och blev den moderna versionen av haute cuisine. Escoffiers ansträngningar utelämnade dock mycket av den regionala karaktären som finns i många delar av Frankrike. Gastronomisk turism och Michelinguiden bidrog senare till att upphöja landsbygdens och borgerlighetens mat samt etniska minoriteters inflytande (exempelvis baskiskt inflytande på sydvästfransk mat).
Ingredienser och maträtter varierar från region till region. Det finns många kända lokala rätter som har upphöjts till både nationell och regional standard. Det finns en lista med exempel på sådana rätter längre ner i artikeln. Ost och vin är en viktig del av kosten och har också många regionala och nationella inslag med varianter som regleras i ursprungslagstiftningen Appellation d'origine contrôlée (AOC).
Det franska köket anses även vara grunden för alla västerländska matkulturer och dess kriterier används i nästan alla västerländska utbildningar inom matlagning och kokkonst. 
I november 2010 upptogs det franska köket i Unescos världsarvslista som ett immateriellt kulturarv. Det är första gången som ett land fått sin gastronomi inskrivet som ett världsarv.

## Historik
Det franska köket har genomgått en betydande utveckling mot att bli ett unikt nationellt kök från högmedeltiden. Olika sociala och ekonomiska rörelser och kända kockar har ofta samverkat för att göra den utvecklingen möjlig. De olika stilarna inom fransk matlagning har haft olika namn och har definierats av olika mästerkockar. Under dessa kockar har matlagningskonsten länge haft högt anseende för bidragen till fransk kultur. Det nationella köket började utkristalliseras först i Paris genom de franska hovkockarna och spred sig senare ut i landet och har på senare tid fått stor spridning runt om i världen.

### Medeltiden

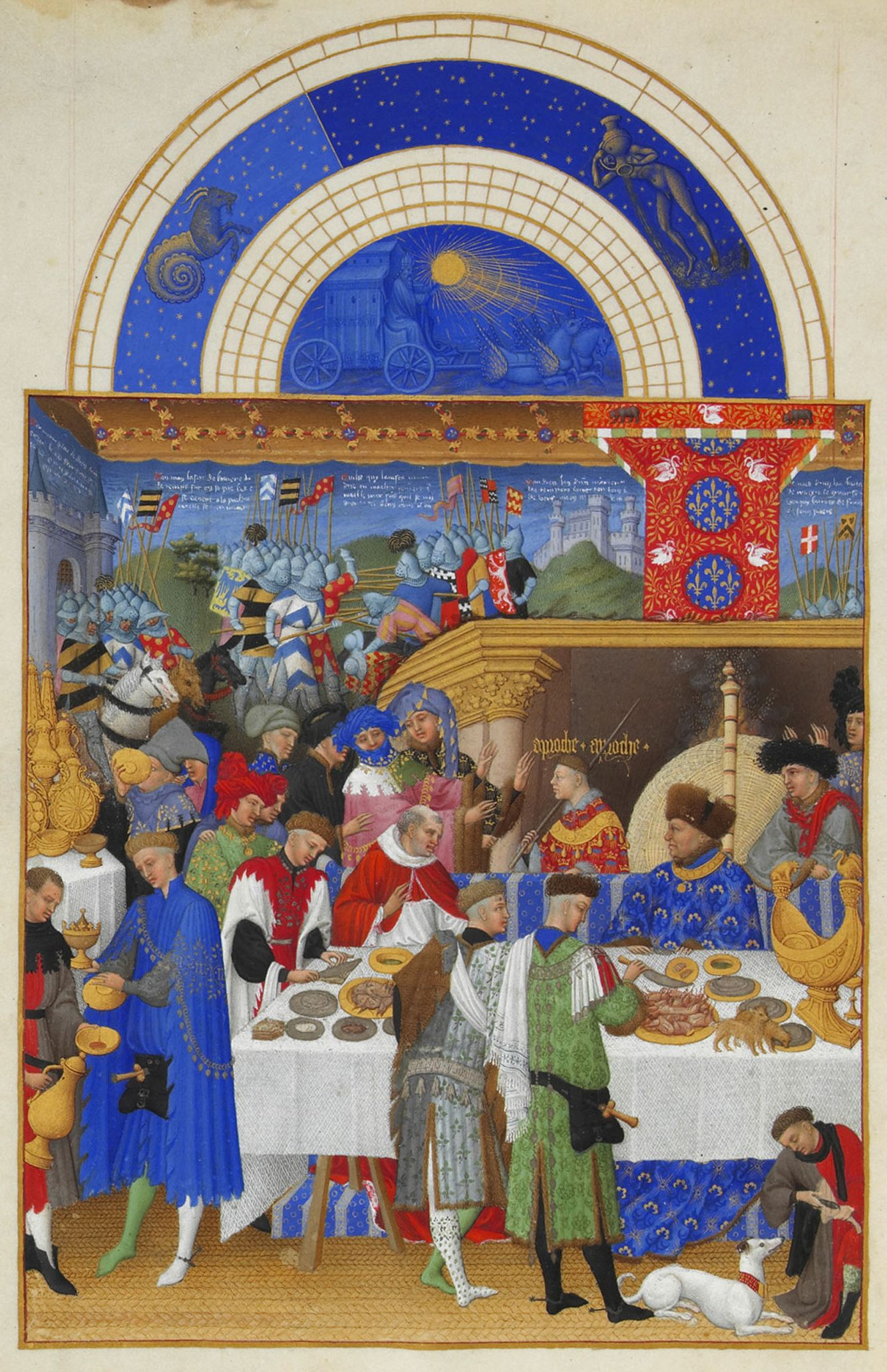
Jean, hertig av Berry avnjuter en måltid. Hertigen sitter under en utsmyckad baldakin och är uppassad av ett flertal betjänter. På bordet, till vänster om hertigen, är ett utsmyckat saltkar i form av ett skepp, även kallad nef; från Très Riches Heures du Duc de Berry, ca 1410.

I fransk medeltida mat var banketter vanliga företeelser inom adeln, där de fungerade som en social bekräftelse på status och makt. Måltiderna bestod av många rätter som serverades enligt ett manér kallat service en confusion eller alla på en gång. Man åt maten främst med händerna med viss hjälp av skedar och knivar för att skära kött. Såserna vid den tiden var starkt kryddade och tjocka, och starka typer av senap förekom ofta. Pajer var vanliga vid banketter, men pajskalet var främst en typ av behållare som i regel inte åts upp och det var inte förrän under senmedeltiden som pajer med mördeg som lämpade sig att äta uppfanns. Större måltider avslutades i regel med ett issue de table, som senare utvecklades till det som i dag är desserten. Vid den tiden bestod den oftast av dragéer (som på medeltiden innebar små sockerkarameller smaksatta med kryddor), lagrad ost och kryddat vin.
Ingredienserna varierade främst efter säsongen och de fastedagar som dikterades av den kyrkliga kalendern och en stor del av maten var konserverad med salt, kryddor, honung och andra konserveringsmedel. Senvår, sommar och höst innebar överflöd medan vintermåltider var mer sparsam. Boskap slaktades i början av vintern och nötkött saltades ner medan fläsk ofta saltades och röktes. Bacon och korv kunde rökas i skorstenar medan tunga och skinka konserverades i saltlake, varpå de torkades. Gurkor lades också in i saltlake medan många grönsaker packades i krukor med salt. Frukter, nötter och rotsaker kunde kokas i honung för att hålla längre (men var förbehållet de som hade råd med det).
Konstgjorda färskvattensdammar användes av adeln för att förvara karp, gädda, sutare, braxen, ål och andra fiskar i. Fjäderfän hölls i inhägnader eller fick springa fritt och duva ansågs vara bland de mer exklusiva fågelsorterna. Vilt skattades högt, men utgjorde en relativt liten del av kosten och inkluderade hjort, rådjur, vildsvin, hare, kanin och olika fåglar. Köksträdgårdarna försåg människor med örter som renfana, vinruta och isop som i dag är föga använda i matlagning. Kryddor hade enorm prestige och var mycket dyra vid den tiden. Bland de populäraste var svartpeppar, ingefära, kanel, kryddnejlika och muskot. Vissa kryddor som var oerhört populära under medeltiden men i dag är så gott som bortglömda är paradiskorn, kubeberpeppar, långpeppar och galangarot. Rätter fick ofta en sötsur smak genom att man kombinerade vinäger eller verjus (saften av omogna druvor eller frukter) med socker (för de allra rikaste) eller honung. En mycket populär tillagningsmetod var att koka, stöta och sedan sila mat till pastejer och röror som ansågs vara mycket bra för matsmältningen.
Man lade stor vikt vid hur mat såg ut. Bjärt färgad mat åstadkom man genom att tillsätta till exempel saften av spenat och de gröna delarna av lökar. Gult fick man av saffran (som också var extremt dyr) eller äggulor. Solrosor gav röda färger och lila kom från växter som Chrozophora tinctoria eller Heliotropium europaeum. Bladguld och -silver kunde användas till att dekorera mat genom att man beströk det med äggvita. Resultatet blev extravaganta och pråliga rätter (ofta kallade entremets) som tourte parmerienne, ett slott gjort av deg med torn av kycklingklubbor dekorerade med bladguld. En av de mest förnäma rätterna under medeltiden var en grillad svan eller påfågel som hade klätts i sin egen (intakta) fjäderskrud efter att den tillagats. Båda fågelarterna är mycket sega, trådiga och har en oangenäm smak; ett sätt att tackla problemet var att behålla enbart skinn och fjädrar och sedan fylla dem med det tillagade, malda och kryddade köttet av mer välsmakande fåglar, som gås eller kyckling.
Den mest kända franska kocken under medeltiden var Guillaume Tirel, även känd som Taillevent. Han var kock i flera kungliga kök under 1300-talet och började som kökspojke 1326. Han var kock hos flera kungar och blev 1364 chefskock under Karl V. Hans karriär varade i 66 år och han fick ett eget släktvapen som, passande nog, föreställde tre grytor.

### L'ancien régime
Under l'ancien régime ("den gamla regimen", perioden fram till franska revolutionen 1789) var Paris det kulturella och ekonomiska navet i Frankrike och de flesta mästerkockar levde och verkade där. Parisiska marknader som Les Halles och le Mégisserie, anlagda längs Rue Mouffetard, och mindre varianter i andra städer var viktiga för hur mat distribuerades. De marknader som bidrog till att ge franska råvaror deras identitet reglerades av skråväsendets bestämmelser, utvecklade under medeltiden. I Paris reglerades skråna av såväl stadens som den franska kronan och begränsade sina medlemmar till att bara verka inom sitt angivna yrkesområde.
Det fanns två huvudsakliga skrån: de som levererade råvaror (slaktare, fiskförsäljare, spannmålsköpmän och odlare) och de som framställde färdig mat (bagare, konditorer, såsmakare). Det fanns också skrån som erbjöd såväl råvaror som färdig mat, som charkuterister, och rôtisseurs (personer som anrättade grillat kött). Dessa yrkesgrupper kunde leverera såväl tillagade köttpajer som rått kött och fågel, något som kunde leda till konflikter med slaktare och fågelhandlare, som sålde samma råvaror. Skråna fungerade också som skola för dem som ville avancera inom yrket. Titlar som assisterande kock, fullgod kock och mästerkock delades ut. De som nådde den högsta positionen var personer med hög position inom sitt yrke och hade hög inkomst och var försäkrade en god ekonomi och arbetstrygghet.
Under slutet av 1400-talet och 1500-talet assimilerades många nya livsmedel från Amerika av det franska köket. Även om det fanns en hel konservatism så serverade till exempel Katarina av Medici vid ett tillfälle 66 kalkoner vid en middag. Rätten kallades cassoulet och har sitt ursprung i upptäckten av haricots verts, som är en avgörande ingrediens i rätten men som var okänd utanför Amerika före Christopher Columbus.

### 1600-tal och tidigt 1700-tal
Frankrikes berömda haute cuisine (ungefär högsta kokkonsten) grundlades under 1600-talet av en kock vid namn François Pierre La Varenne. Som författare till Cuisinier françois anses han ha skrivit den första riktiga kokboken på franska. Hans bok innehåller det tidigaste kända exemplet på användning av ister i redningar. Boken består av två delar, en för dagar med kött och en för fastedagar. Hans recept markerar övergången från medeltidens kokkonst till en ny teknik som förespråkar lättare rätter och en mer modest användning av bakelser och pajer. La Varenne gav också ut en bok om bakverk med titeln Le Parfait confiturier, senare utgiven under namnet Le Confiturier françois, som samtidigt förnyade och systematiserade den uppkomna haute cuisine-traditionen för desserter och bakverk.
En annan kock, François Massialot, skrev Le Cuisinier roïal et bourgeois 1691 under Ludvig XIV:s tid. Boken innehåller menyer som serverades vid hovet 1690. Massialot arbetade främst som frilansande kock och var inte anställd i något särskilt hem. Massialot och många andra kungliga kockar erhöll särskilda privilegier genom sina kontakter med hovet. De berördes inte av de regler som omfattade skråväsendet och kunde därför ställa upp vid bröllop och banketter utan några restriktioner. Massialots bok är den första som listar recepten i bokstavsordning – kanske en föregångare till den första kulinariska uppslagsboken. I denna bok återfinns för första gången en marinad; ett slag för fjäderfä och fågel och en annan för fisk och skaldjur. Inga kvantiteter nämns i recepten vilket antyder att Massialots bok var avsedd för rutinerade kockar.
De påföljande upplagorna av Le Cuisinier roïal et bourgeois inkluderar viktiga förbättringar som till exempel att tillsätta ett glas vin till fiskfonden. 1703 års upplaga innehöll också förklaringar. 1712 års upplaga som fick namnet Le Nouveau cuisinier royal et bourgeois utökades till två band och var författad i en mer utarbetad stil med tydliga förklaringar kring själva handhavandet. I denna upplaga ingår också mindre och lättare rätter och en tredje rätt har lagts till måltiden. Ragun, som ännu idag är en viktig del av det franska köket, dyker upp för första gången som separat maträtt i denna bok, från att tidigare varit ett tillbehör.

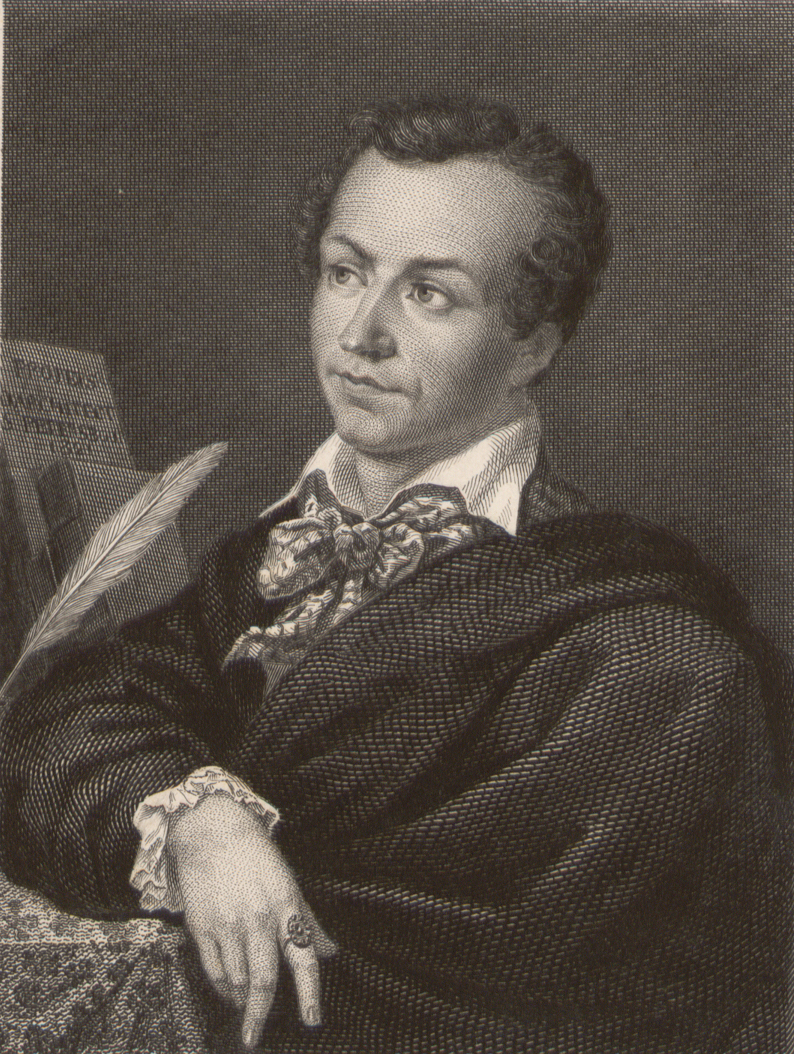
Marie-Antoine Carême.

### Sent 1700-tal–1800-talet
Franska revolutionen var av väsentlig vikt för utbredningen av den franska kokkonsten eftersom den effektivt utplånade skråna. Detta förde med sig att varje kock kunde producera och sälja de kulinariska produkter han eller hon önskade. Marie-Antoine Carême föddes 1784, fem år innan revolutionen bröt ut. Han tillbringade sina yngre år anställd i ett pâtisserie tills han upptäcktes av Charles Maurice de Talleyrand-Périgord som senare kom att bli kock hos Napoleon I. Innan han anställdes av Talleyrand hade Carême blivit känd för sina pièces montèes som var ett slags exklusiv konstruktion av bakelse och sockerarkitektur.
Ännu viktigare för Carêmes karriär var hans bidrag till utvecklingen av det franska köket. Grunden för hans kokkonst blev hans såser som han kallade grundsåser eller fonder. Dessa bassåser, espagnole, velouté och béchamel förekommer ännu i dag. Var och en av dessa såser skulle göras i stora kvantiteter i hans kök och de utgjorde sedan grunden för en mängd olika varianter. Carême hade över 100 såser på sin repertoar. I hans recept förekommer sufflén för första gången. Trots att många av hans rätter i dag förefaller överdrivet överdådiga måste man komma ihåg att han förenklade och systematiserade en kokkonst som tidigare varit ännu mer komplex. Hans böcker Maître d'hôtel français (1822), Le Cuisinier parisien (1828) och L'Art de la cuisine française au dix-neuvième siècle (1833-5) utgjorde centrala verk i detta arbete.

### Sent 1800-tal–tidigt 1900-tal
Georges Auguste Escoffier har vanligen tillskrivits äran av att ha moderniserat haute cuisine och lagt grunden till det som kom att bli det franska köket.

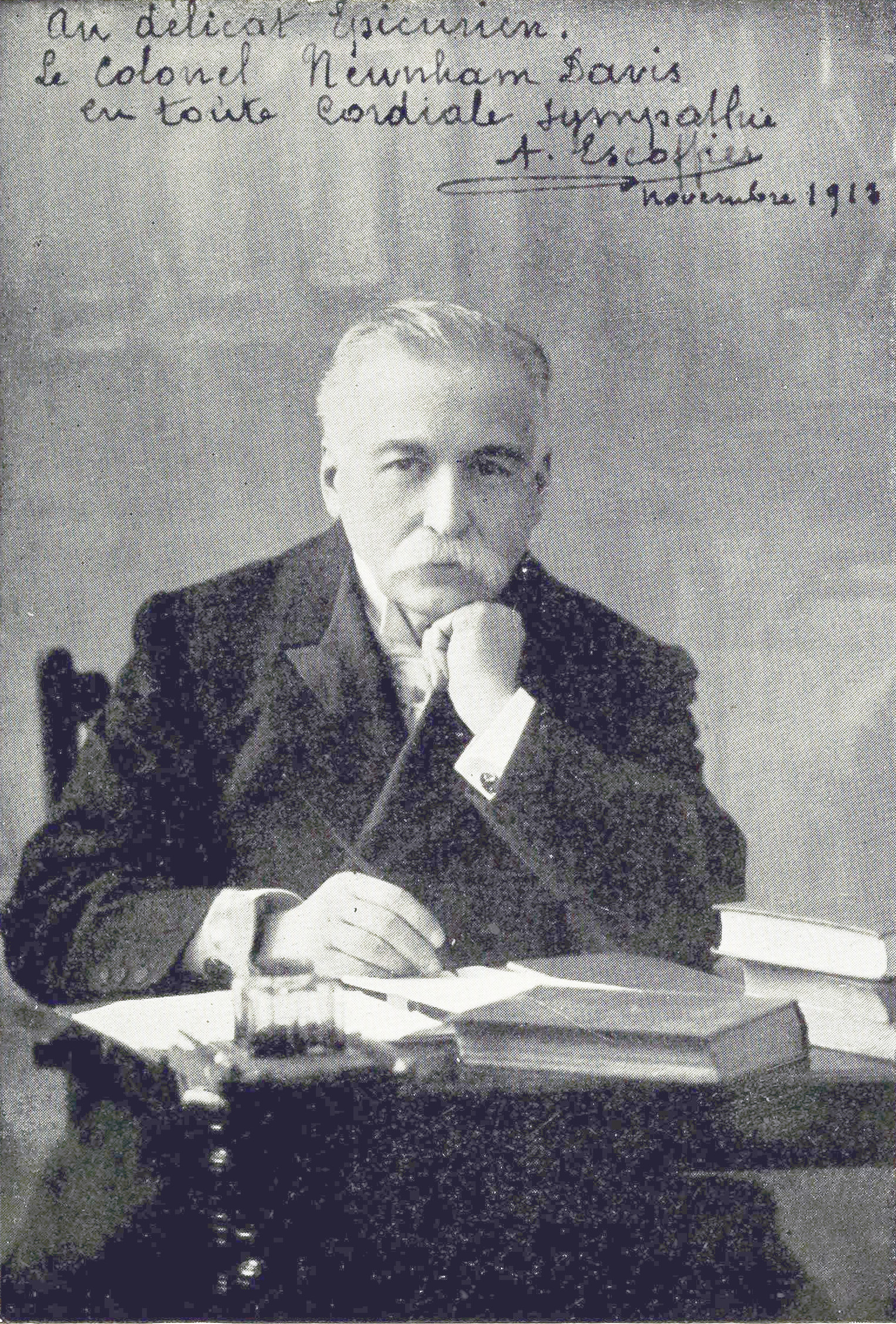
Georges Auguste Escoffier

 Hans inflytande började med några hotell som byggdes i Europa och USA under 1880- och 1890-talen. Savoy Hotel i London som ägdes av César Ritz var ett av de första där Escoffier arbetade, men mycket av hans inflytande kom då han förestod köken på Carlton mellan 1898 och 1921. Han skapade ett system av avdelningar i köket och en personalhierarki kallad Brigade de cuisine som delade köket i fem avdelningar. I garde manger tillagades kalla rätter; entremettier tillagade soppor, grönsaker och desserter; rôtisseur tillagade stekar, grillade och stekta rätter; saucier gjorde såser och pâtissier gjorde bakverk. I stället för att en person gjorde en maträtt, medförde systemet att flera kockar gjorde olika komponenter till samma maträtt. Ett exempel som brukar användas är Oeufs à la plat Meyerbeer som med det gamla systemet skulle ta upp till en kvart att tillaga, medan med det nya sättet gjordes äggen av entremettier, njuren stektes av rôtisseur och tryffelsåsen av saucier och på detta sätt gick det mycket fortare och maten kunde snabbt serveras i de populära restaurangerna.
Escoffier förenklade och moderniserade också menyerna och måltidens struktur. Han publicerade en rad artiklar i facktidskrifter som skissade på huvuddragen i ordningsföljden innan han slutligen publicerade sin bok Livre des menus 1912. Användandet av Livre des menus innebar att man serverade separata rätter på individuella tallrikar, en metod som Félix Urbain Dubois gjorde populär på 1860-talet. Escoffiers mest omfattande bidrag var boken Le Guide Culinaire som utkom 1903 och befäste grunderna i det franska köket. Boken var ett samarbete med Philéas Gilbert, E. Fetu, A. Suzanne, B. Reboul, Ch. Dietrich, A. Caillat med flera. Det utmärkande med detta samarbete var att det visade på det omfattande stödet hos många välrenommerade kockar för den nya tidens kökskonst.
Le Guide Culinaire tonade ner bruket av tunga såser till förmån för lättare buljonger som tillvaratog smakessensen i fisk, kött och grönsaker. Detta slag av matlagning betonade garneringen av maten, samt såser vars funktion var att tillföra smak, inte dölja den, som de tidigare tunga såserna gjort. Escoffier inspirerades i sitt arbete av egna recept och av recept av Carême, Dubois och av Taillevents Viander som kom ut i en modern upplaga 1897. Ytterligare en källa med recept var de existerande lantliga maträtter som förfinades med tekniken inom haute cuisine. Dyra råvaror ersatte de enklare och gjorde rätterna mindre anspråkslösa. Den tredje källan var Escoffier själv som skapade många nya rätter såsom Pêche Melba och Crêpes Suzette. Escoffier redigerade Le Guide Culinaire fyra gånger under sin levnad och påpekade i förordet till bokens första upplaga att trots sina 5 000 recept skulle boken inte uppfattas som en uttömmande text och att även om så vore då han skrev boken ”så skulle den inte vara det i morgon” eftersom utvecklingen går vidare varje dag.

### Mitten av 1900-talet–sent 1900-tal
Huvudartikel: Nouvelle cuisine

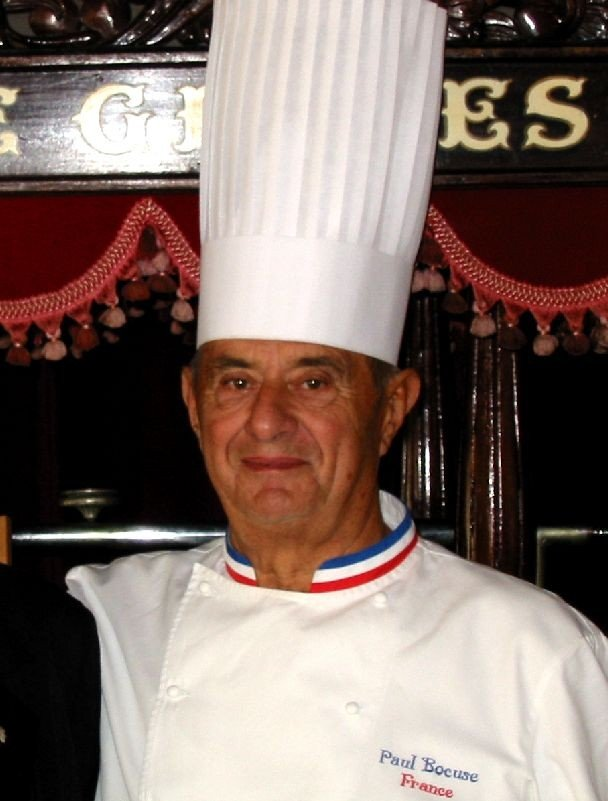
Paul Bocuse.

Begreppet nouvelle cuisine har använts många gånger i det franska kökets historia. Termen användes under 1740-talet för Vincent La Chapelles, François Marins och Menons matlagning och även under 1880-talet för Escoffiers kokkonst. Termen dök också upp igen på 1960-talet och då använd av de två författarna Henri Gault och Christian Millau för att beskriva Paul Bocuses, Jeans och Pierre Troisgros, Michel Guérards och Raymond Olivers matlagning. Dessa kockar motarbetade det ortodoxa i Escoffiers matlagning. Några av kockarna var elever till Fernand Point på Pyramide i Vienne söder om Lyon och hade lämnat den för att öppna eget. Gault och Millau upptäckte hemligheten och beskrev den i tio punkter i denna den nya trenden.
Den första punkten var att undvika överdrivet tillkrånglad matlagning. Den andra var att kraftigt minska tillagningstiden för fisk, skaldjur, vildfågel, kalvkött, grönsaker och patéer för att bevara deras naturliga smak. Ångkokning var en viktig del i denna punkt. Den tredje punkten var att maten skulle tillagas av så färska råvaror som möjligt. För det fjärde övergav man långa menyer till förmån för kortare. Den femte punkten innebar att man slutade använda starka marinader till kött och fågel. För det sjätte upphörde användandet av tjocka såser såsom espagnole och béchamel som var redda med mjöl och ister. I stället kryddade man anrättningarna med färska örter, fint smör, citronsaft och vinäger. Den sjunde punkten innebar att man för sin inspiration använde regionala maträtter i stället för haute cuisine. För det åttonde hyllade man nya metoder och modern utrustning. Bocuse använde till och med mikrovågsugn. För det nionde månade kockarna i sin matlagning om gästernas diet. Den tionde och sista punkten innebar att kockarna var mycket uppfinningsrika och skapade nya kombinationer.
Det finns de som menar att andra världskriget bidrog till la nouvelle cuisine genom bristen på animaliskt protein under tyskarnas ockupation av Frankrike. Oavsett orsakerna fastslog några matskribenter under 1980-talets mitt att kokkonsten kommit in i en avmattningsperiod och många kockar återvände därför till haute cuisine, men bibehöll nya metoder och lättare rätter.

## Det gemensamma nationella köket
Trots de stora skillnaderna mellan regionernas olika matvanor finns det ändå en del rätter som anses gemensamma för hela det franska köket.

### Bröd
Vitt bröd spelar stor roll i det franska köket. Som regel serveras ett pain blanc (ett kortare bröd) till samtliga måltider. Ett annat vitt bröd som är vanligt är baguette. Till frukosten äter man i allmänhet en croissant.

### Maträtter (urval)
- Boeuf bourguignon - gryta med nötkött, champinjoner och rött vin.[23]
- Bisque - tjock krämig soppa.[24]
- Bouillabaisse - soppa med fisk och skaldjur.[25]Bouillabaisse

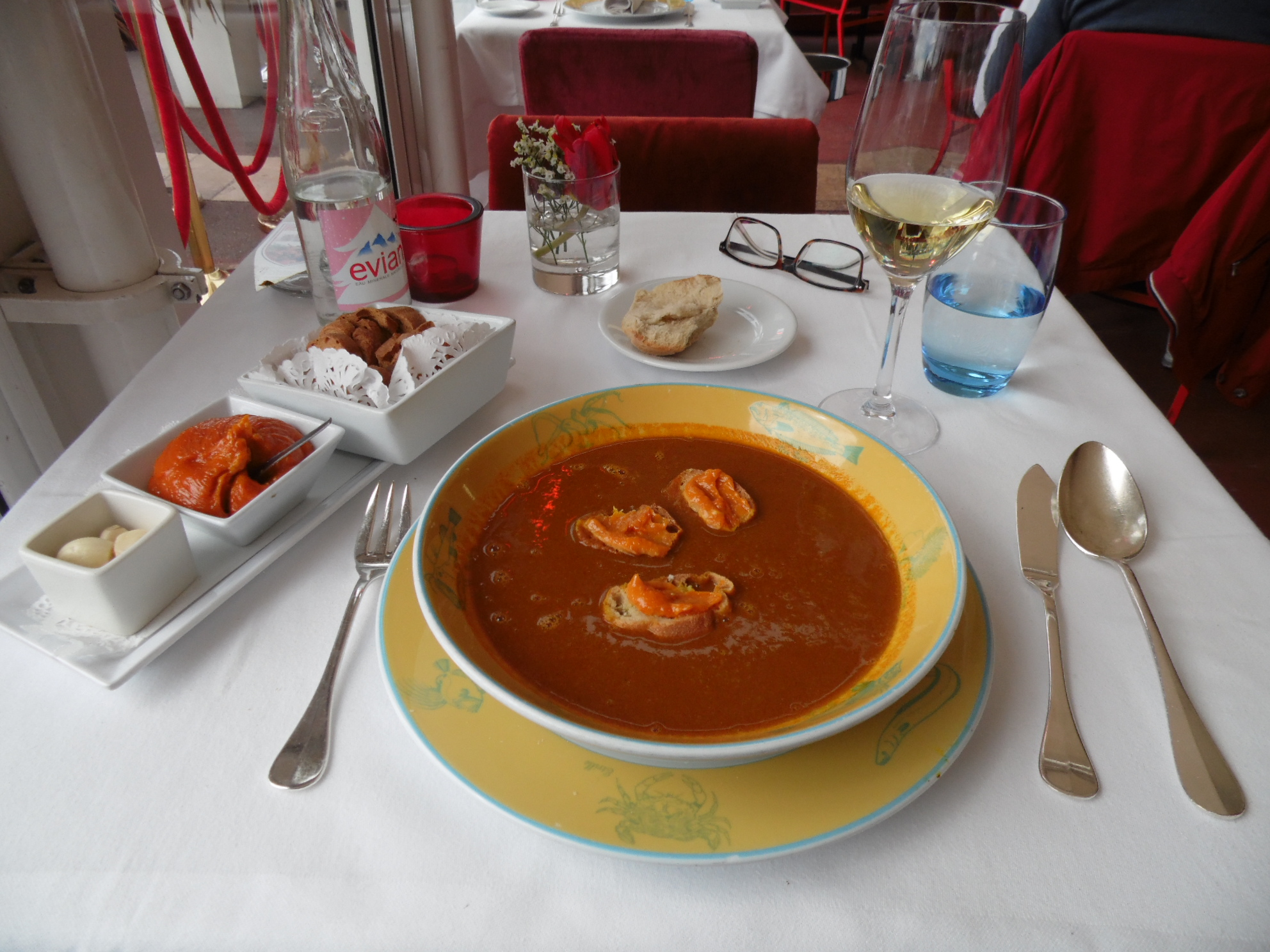
Bouillabaisse

- Cassoulet - kokta vita bönor och korv, ofta med konfiterad anka eller gås.[26]
- Châteaubriand - grillad eller stekt tjock skiva av oxfilé serverad med pommes château och sås.[27]
- Confit de canard - konfiterad anka i sitt eget fett.[28]Consommé

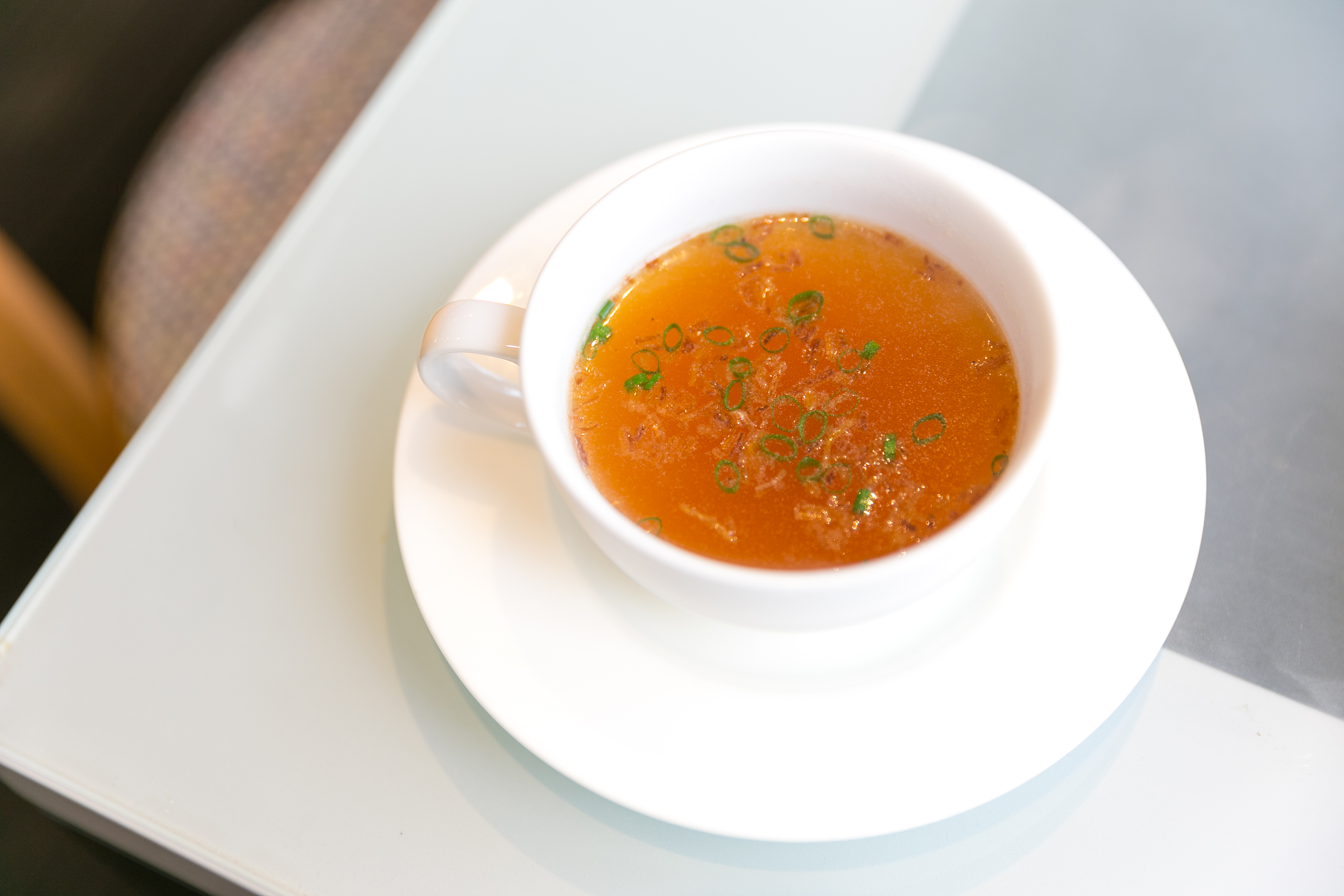
Consommé

- Consommé - kristallklar köttbuljong.[29]
- Coq au vin - tupp kokt i rött vin.
- Croquette - panerade bollar eller stavar av potatismos eller tjock béchamelsås som fylls med ragu eller ost och friteras.[30]
- Gratin potatoes - potatisgratäng med kokta eller förvällda potatisskivor, grädde och ost.
- Gratin Dauphinois - potatisgratäng lagad med råa potatisskivor.[31]
- Löksoppa - soppa gjord på lök, ofta med bröd nedsänkt.
- Tartiflette - potatisgratäng med kokt skivad potatis, stekt lök och bacon, grädde, vitt vin och reblochonost.
- Pot-au-feu - oxgryta med blandade grönsaker.
- Ragoût - gryta eller stuvning med bitar av kött eller köttfärs, som finns i många olika varianter.
- Ratatouille - stekt grönsaksröra med aubergine, zucchini, paprika, tomat och lök.
- Steak frites - stekt skiva av nötkött, oftast entrecote, med pommes frites och sås.

### Bakelser och efterrätter (urval)
- Baba au rhum - jäst kaka som dränks med sockerlag och rom.
- Beignet - friterade bakelser.[32]
- Bûche de Noël - julstubbe, chokladrulltårta med grädde och ganache.[33]
- Charlotte - en kakform fodras med kakor och fylls med kräm eller fruktpuré blandat med gelatin och kyls ner.[34]
- Clafoutis - pannkakssmet hälls över körsbär i en form och bakas.[35]
- Crème brûlée - ungsbakad vaniljkräm.
- Crème caramel - ungsbakad vaniljkräm med kolasås på toppen.
- Croissant - bakelse på jäst smördeg format i halvmåne som har lite sötma.
- Croquembouche - konformad torn av petit-choubullar fyllda med vaniljkräm.[36]
- Dacquoise - tårta med tårtbotten av maräng med mald hasselnöt eller mandel.[37]Macarons

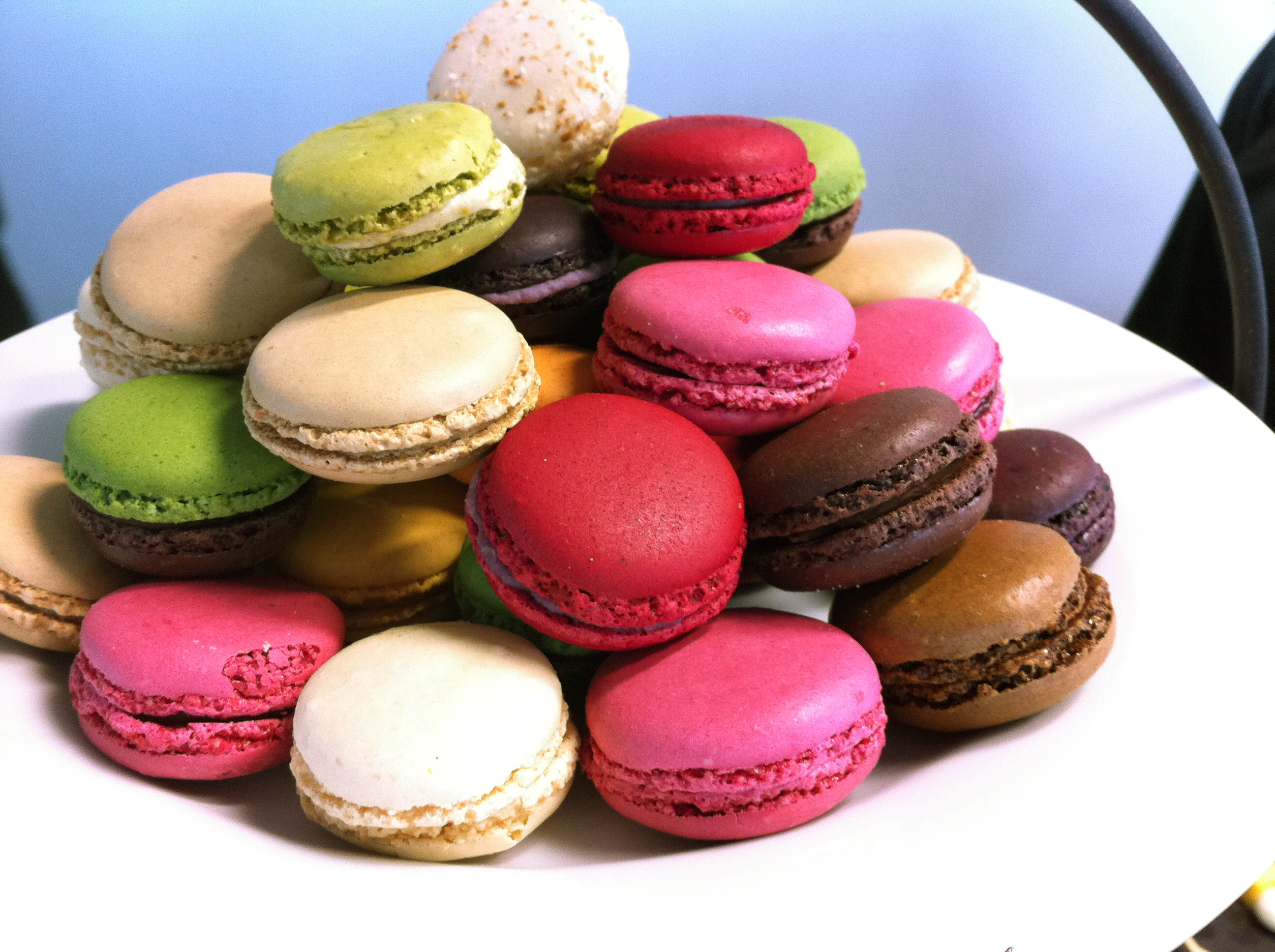
Macarons

- Éclair - en avlång petit-chou fylld med antigen kräm, sylt eller fruktpuré.[38]
- Financier - små sockerkakor med mald mandel, smaksatta med beurre noisette, brynt smör.
- Fondant au chocolat - cylinderformad chokladkaka med rinnig inre av choklad.[39]
- Fraisier - jordgubbstårta med tårtbotten av mandelsockerkaka.[40]
- Île flottante - flytande ö, maräng kokt i vaniljkräm serverad med mandelspån o kolasås.[41]
- Macarons - mandelmarängkakor fyllda med smörkräm, sylt eller ganache.
- Madeleine - liten sockerkaka med citronsmak som är musselskalsformad.
- Mille-feuille - tre skivor av smördeg som varvas med två lager crème pâtissière.[42]Mille-feuille

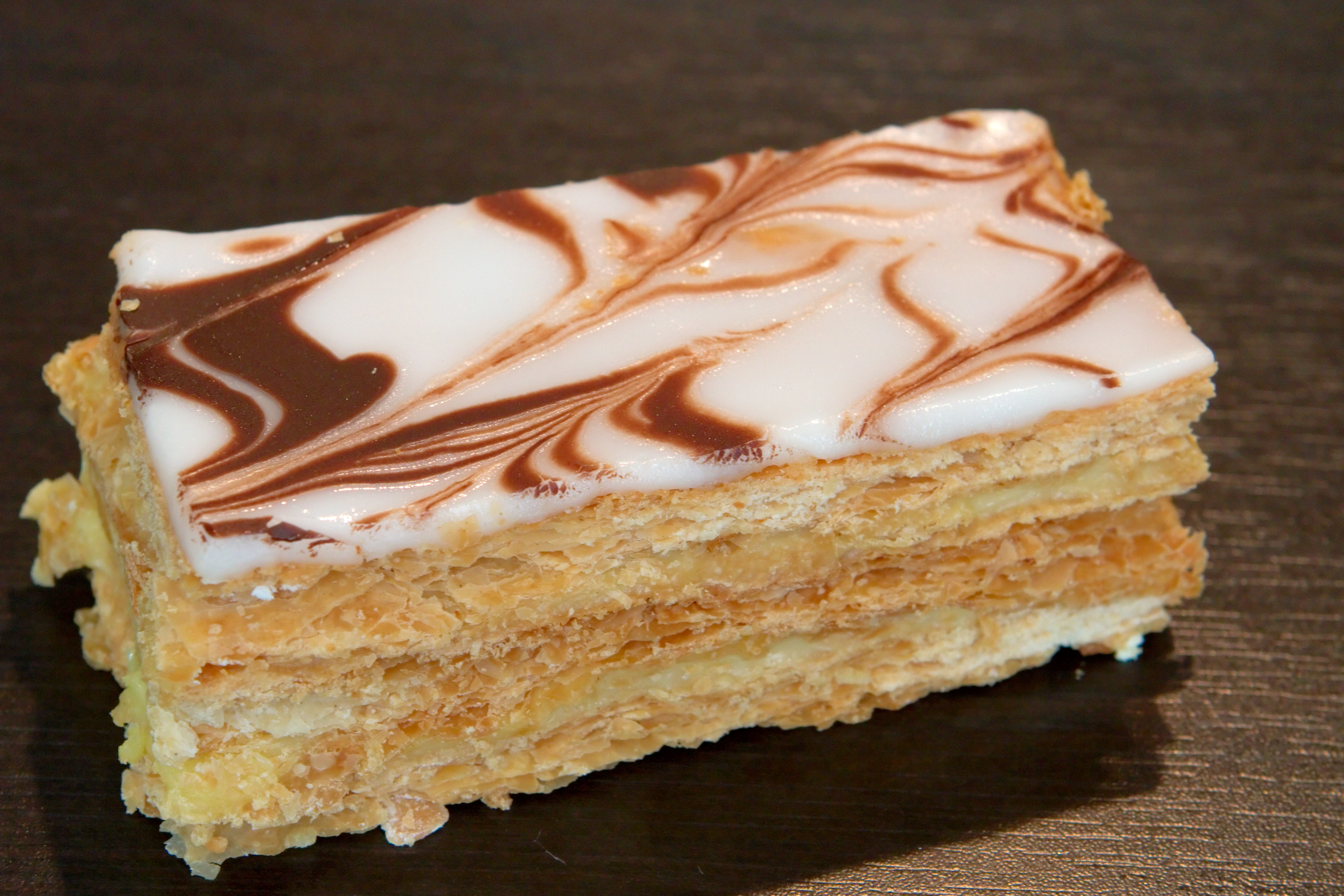
Mille-feuille

- Mousse - luftig dessert på ägg, vispad grädde och smakämnen, ibland med äggvita istället.
- Opéra - tårta med tunna lager av jocondekaka (mandeltårtbotten), dränkta med kaffesyrup varvade med bl.a. ganache och smörkräm.[43]
- Pain au chocolat - bakelse på jäst smördeg fylld med bitar av choklad eller ganache.
- Parfait - lite lös glass på vispad grädde och smakämnen.
- Petit Four - små bakelser i munsbitstorlek med elegant utseende.
- Profiteroles - petit-chou, bullar av choux-deg fyllda med antigen vaniljkräm, vispad grädde eller glass.
- Sablé - runda platta kakor av mördeg.
- Soufflé - porös ugnsgräddad efterrätt eller maträtt med vispad äggvita som bas.
- Saint-Honoré - tårta med smördegsbotten, petit-choubullar, crème chiboust och vispad grädde.
- Tarte - pajer som inte har lock. Mindre versioner heter tartlet.
- Tarte Tatin - bakelse med karamelliserade äpplen och ett lock av smördeg som vänds upp och ner efter bakning.
- Tourte - pajer som har lock.[44][45]

### Ostar
Ofta vid middagar och luncher serveras man ost när man har ätit klart huvudrätten men innan man börjat med desserten. Osten skärs i tjockare skivor som äts direkt, som ett pålägg på ett mjuk bröd eller kex, eller tillsammans med någon frukt (ofta päron).

### Drycker
Vin är måltidsdrycken framför andra. Fransk vinlagstiftning delar in landets viner i olika kategorier.

Ett glas rödvin

Den mest basala vinklassen är Vin de France. Druvsort, ursprung eller årgång får anges, även om långt ifrån alla väljer att göra det. Vin de Pays (VdP) är viner som kommer från geografiskt definierade områden, uppnår en viss alkoholhalt och är producerade av vissa bestämda druvsorter. Den högsta kvalitéklassen är Appellation d´Origine Protégée (AOP).

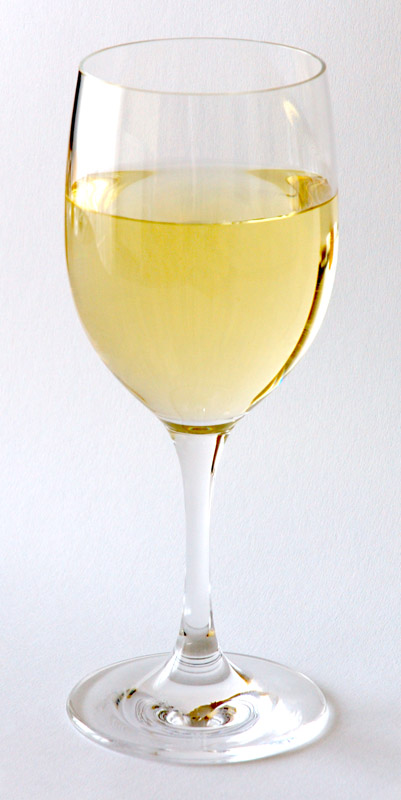
Ett glas vitt vin

Öl dricks främst på kaféer och brasserier, men även till vissa maträtter som choucroute (surkål). Före en middag serveras man ofta en aperitif, i regel ett lättdrucket vin eller en spritsort med svag alkoholstyrka. Efter middagen dricker man ibland en digestif som antingen är en starkare spritsort eller en sötare likör som hjälp att smälta maten.

## Regioner
På grund av de vitt skilda förutsättningarna för produktion av råvaror i de olika delarna av Frankrike så skiljer sig maträtterna mycket åt mellan regionerna. Regionerna nära andra länder har också påverkats av deras kök, såsom i öster av det tyska köket, i norr av det flamländska köket, i sydöst av det italienska och i sydväst av det spanska. Det franska regionala köket kan grovt delas in i följande områden:

### Paris,Île-de-France
Det franska centralstyret har inneburit att Paris har fått en unik position i landet politiskt och kulturellt, vilket även påverkat dess matkultur. Frankrikes hela kommunikationssystem är koncentrerat till Paris, vilket har gjort att restauranger och mat från samtliga nedanstående regioner finns där. Det parisiska borgerlighetens rikedomar har också möjliggjort en stor tillgång till haute cuisine; många av restaurangerna i Guide Michelin finner man i och runt om i Paris.

### Östra Frankrike
I Alsace finns flera tyska influenser; man äter mycket korv och surkål (choucroute). Till det dricks vanligtvis ljust öl eller något lokalproducerat vitt vin. En annan typisk rätt från Alsace är Tarte flambée - en slags pizzaliknande rätt, gjord på en lövtunn deg, med crème fraiche, skinka och lök som bakas i vedugn. Lorraine är känt för sina fruktodlingar och Quiche lorraine (en ost- och skinkpaj). I Champagne äts viltkött och departementets mousserande vin med samma namn har nått stor berömmelse.

### Norra och nordvästra Frankrike
Längs hela kusten vid Engelska kanalen fångas mycket hummer, ostron och musslor. Köket i norra Frankrike (trakten kring Lille) är influerat av det närliggande Flandern. Här används potatis, fläsk och öl. Normandie är känt för sitt smör, sin grädde och sina äpplen. Av äpplena gör man cider och äppelbrännvinet Calvados. I Bretagne växer bovete, vilket gjort deras crêpes berömda.

### Loiredalen och centrala Frankrike
Längs Loiredalen odlas mycket frukter: meloner, körsbär, päron och jordgubbar. Vinäger från Orléans har ett gott rykte i Frankrike.

### Bourgogne ochFranche-Comté
Bourgogne är känt för escargots – sniglar som man äter med persilje- och vitlökssmör. Aperitifdrinken kir görs med av vitt vin och crème de cassis (svartvinbärslikör), vilket är en specialitet i Bourgogne. I staden Dijon framställs mycket senap.

### Rhône-Alpes
I alptrakterna används mycket ost i maträtterna, som till exempel raclette och ostfondue och som tillsats i potatisrätter som gratin daupinois (potatisgratäng) och tartiflette. Det finns också en viss influens från Italien, och Grenoble räknar ravioli som sin specialitet. De små typiska restaurangerna i Lyon kallas bouchons (korkar) och erbjuder bland annat fransk löksoppa (gratinerad med smält ost och krutonger) och olika charkuterier som specialitet. En av de mest berömda charkprodukterna från Lyon är inälvskorven andouillette. Från munkklostret Grande-Chartreuse kommer örtlikören Chartreuse och längs floden Rhône odlas vindruvor till rhoneviner.

### Västra Frankrike
Längs kusten fiskas ostron och i kommunen Cognac producerar man druvbrännvinet med samma namn. Limosin är berömt för sin fårboskap.

### Södra Atlantkusten
Längs Atlantkusten är fisk en viktig ingrediens, speciellt i det baskiska köket. Regionen är även känd för sina kraftiga viner, speciellt bordeauxvinet. I Gascogne görs brännvinet armagnac samt gåslever så kallad foie gras.

### Pyrenéerna
Här finns också stora bönodlingar. Haricots verts (gröna bönor) utgör i det franska köket en viktig basrätt (såsom potatis i det svenska). Vita bönor serveras vanligtvis till rätten cassoulet, som är en gryta bestående av olika köttsorter.

### Södra Frankrike
Från södra Frankrike (Le Midi) kommer bland annat roquefortosten. Det finns också influenser från det katalanska köket, som till exempel brandade.

### Sydöstra Frankrike
Köket i sydöstra Frankrike (Provence och Franska rivieran) präglas av italienska influenser, här används bland annat olivolja, örtkryddor och tomater i stor utsträckning. I Marseille finns en viktig fiskehamn och därifrån kommer bland annat fisksoppan bouillabaisse. Till fisk serveras ofta den provensalska kalla vitlökssåsen aioli. Vid Camargue finns Europas nordligaste risodlingar. Under varma sommardagar dricks i Provence ofta anislikören pastis utspädd med vatten. I Provence produceras åtta procent av världens roséviner. Det har dock inneburit en hämmande effekt hos provensalska vinodlare, då rosévinet blivit så förknippat med Provence att det blivit svårt för producenterna att sälja de mer lönsamma vita och röda vinerna.

### Korsika
På Korsika har bönderna mycket får och getter som boskap. Från dessa får man både ostar och kött.

## Måltider

### Frukost

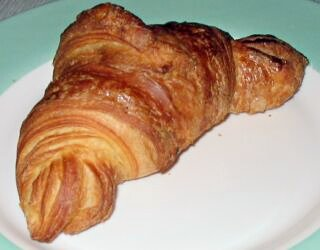
Kaféer serverar ofta croissanter till frukost.

Le petit déjeuner (frukosten) är ofta en snabbmåltid bestående av bröd, smör och marmelad (sylt) tillsammans med kaffe eller te. Barnen dricker oftast choklad. På kaféer som öppnar tidigt serveras alltid någon form av frukost.

### Lunch
Le déjeuner (lunchen) var tidigare en tvåtimmars måltid mitt på dagen, men har på senare tid blivit en entimmes lunchpaus. I mindre städer kan tvåtimmarslunchen fortfarande förekomma. Söndagsluncherna är ofta längre och intas tillsammans med familjen.
Restaurangerna öppnar vanligen för lunch klockan 12 och stänger 14.30. Många restauranger har lunchstängt lördagar och måndagar. I större städer äter oftast den arbetande befolkningen, skolbarn och studenter sin lunch i en personalmatsal eller skolcafeteria som normalt serverar kompletta måltider så som de beskrivs ovan. Därför är det ovanligt att studenter tar med sig lunchmat hemifrån. Tjänstemän och kontorspersonal får ofta lunchkuponger som en del av sina löneförmåner. Dessa kan användas på de flesta restauranger, varuhus och barer. Bland arbetare är det dock ovanligt att man äter trerätterslunch av ekonomiska skäl och tidsskäl. I mindre städer äter många sin lunch hemma, vilket resulterar i rusningstrafik fyra gånger per dag. Slutligen är det också vanligt bland grovarbetare att lunchen består av en smörgås och eventuellt dessert. Dessa måltider kan köpas färdiga i bagerier och stormarknader för ett överkomligt pris.

### Middag
Le dîner (middagen) består ofta av tre rätter, förrätt (hors d'oeuvre/entrée) eller soppa, huvudrätt/varmrätt (plat principal) samt ost och/eller dessert. Ibland serveras en sallad före osten eller desserten. Yoghurt kan ersätta osten eller desserten och en normal vardagsdessert består av färsk frukt. Till måltiden serveras bröd, vin och mineralvatten. Vinkonsumtionen har nyligen minskat bland yngre människor. Konsumtionen av fruktjuice har ökat från 25,6 procent 1996 till 31,6 procent 2002. Kötträtter serveras ofta med grönsaker och pasta eller ris. Restauranger öppnar oftast halv åtta och stänger köket mellan 22 och 23. Många restauranger serverar inte middag på söndagar.

### Drycker
Av tradition är Frankrike en vinkultur. Trots att vindrickandet minskar är det fortfarande många fransmän som dricker vin dagligen. Konsumtionen av enklare bordsviner har minskat markant. Öl är populärt särskilt bland yngre personer, och den klart dominerande drycken på barer och klubbar. Andra populära alkoholhaltiga drycker är pastis och aniskryddade drycker som dricks utspädda med kallt vatten eller torr cider. En typisk fördrink är en kir, som består av vitt vin smaksatt med svartvinbärs- eller björnbärslikör. Om vinet är mousserande benämns drinken kir royal (kunglig kir).
Åldersgränsen för att inhandla alkohol är 18 år. Föräldrar brukar inte tillåta sina barn att dricka alkohol förrän i de lägre tonåren. Studenter och yngre vuxna berusar sig ofta på fester, men berusningen brukar inte ske offentligt. Offentlig alkoholkonsumtion är tillåten men rattfylleri ger hårda straff.